# زبدة الصيرة (الطفيلة)
زبدة الصيرة منطقة سكنية تقع في لواء قصبة الطفيلة، محافظة الطفيلة في الأردن. تنتمي المنطقة لقضاء الطفيلة الذي يضم 26 منطقة. يقدر عدد سكانها بـ 65 نسمة حسب إحصاء 2015.

## الوصلات الخارجية
- دائرة الاحصاءات العامة